# Maria Paleolog z Monferratu
Maria Paleolog z Monferratu (ur. 19 września 1508, zm. 15 września 1530) – córka Wilhelma IX Paleologa, markiza Montferratu i Anny d'Alençon. 

## Życiorys
Jej młodszym bratem był Bonifacy IV Paleolog, siostrą Małgorzata Paleolog. W 1517 została zaręczona Fryderykowi II Gonzadze, władcy włoskiego miasta Mantua w latach 1519–1540. Umowa została jednak zerwana. Ostatecznie po śmierci Marii jej siostra Małgorzata Paleolog 5 października 1531, w Casale poślubiła Fryderyka II Gonzagę. Dzięki temu małżeństwu rodzina Gonzaga odziedziczyła po wymarciu męskiej linii Paleologów markizat Monferratu. 